# Drapelul Mauritaniei

Drapelul Mauritaniei. Raport: 2:3

Drapelul național al Mauritaniei a fost adoptat la 22 martie, 1958. Culorile verde și auriu sunt considerate culori pan-africane. Verdele simbolizează de asemenea islamul, iar auriul, nisipurile deșertului Sahara. Un alt simbol al islamului, religia predominantă a locuitorilor, îl reprezintă semiluna și steaua. Steagul a fost schimbat în anul 2017, adăugându-se, în partea de sus și în cea de jos, câte o bandă roșie.